# Là dove il sole brucia
Là dove il sole brucia (The Young Land) è un film del 1959 diretto da Ted Tetzlaff.
È un western statunitense ambientato nel 1848 con Patrick Wayne, Yvonne Craig, Dennis Hopper e Dan O'Herlihy. È basato sul racconto breve del 1954 Frontier Frenzy di John H. Reese.

## Produzione
Il film, diretto da Ted Tetzlaff su una sceneggiatura di Norman S. Hall, fu prodotto da Patrick Ford per la C.V. Whitney Pictures e girato in Messico e nei RKO-Pathé Studios a Culver City, in California, dal 5 agosto 1957.
Il titolo di lavorazione del film era Frontier Frenzy. Il brano della colonna sonora The Young Land (Strange Are the Ways of Love), nominato agli Oscar per la Miglior Canzone Originale e cantato da Randy Sparks, fu composto da Ned Washington (parole) e Dimitri Tiomkin (musica).

## Distribuzione
Il film fu distribuito con il titolo The Young Land negli Stati Uniti dal 1º maggio 1959 (première a Cody il 25 aprile 1959) al cinema dalla Columbia Pictures.
Altre distribuzioni:
- in Finlandia il 10 luglio 1959 (Nuori maa)
- in Svezia il 16 novembre 1959 (Landet utan lag)
- in Messico il 1º febbraio 1962 (Ebrio de odio)
- in Brasile (Ódio Destruidor)
- in Francia (Californie Terre Nouvelle)
- in Italia (Là dove il sole brucia)
- in Serbia (Mlada zemlja)
- in Germania Ovest (Land ohne Gesetz)